# Elementarsymmetrisches Polynom
In der Mathematik, insbesondere in der kommutativen Algebra, sind die elementarsymmetrischen Polynome Grundbausteine der symmetrischen Polynome in dem Sinn, dass sich letztere stets als Polynom in ersteren ausdrücken lassen und dies auf nur eine Weise.
Zu jeder Anzahl (Symmetriegrad) {\displaystyle n} von Unbestimmten und jedem (Polynom-)Grad {\displaystyle k\leq n} gibt es genau ein elementarsymmetrisches Polynom.

## Definition
Es seien {\displaystyle T,X_{1},\ldots ,X_{n}} Unbestimmte. Die Koeffizienten von
{\displaystyle (T+X_{1})(T+X_{2})\dotsm (T+X_{n})=T^{n}+\sigma _{1}T^{n-1}+\sigma _{2}T^{n-2}+\dotsb +\sigma _{n}}
als Polynom in {\displaystyle T} sind symmetrisch in {\displaystyle X_{1},\dotsc ,X_{n}}; sie heißen elementarsymmetrische Polynome. Sie sind explizit angebbar als
{\displaystyle \sigma _{1}=X_{1}+\dotsb +X_{n}}
{\displaystyle \sigma _{2}=X_{1}X_{2}+\dotsb +X_{1}X_{n}+X_{2}X_{3}+\dotsb +X_{2}X_{n}+\dotsb +X_{n-1}X_{n}}
{\displaystyle \ldots }
{\displaystyle \sigma _{k}=\sum _{1\leq i_{1}<i_{2}<\dotsb <i_{k}\leq n}X_{i_{1}}\dotsm X_{i_{k}}}
{\displaystyle \ldots }
{\displaystyle \sigma _{n}=X_{1}\dotsm X_{n}}
Dabei kann man {\displaystyle \sigma _{k}} auch schreiben als
{\displaystyle \sigma _{k}=\sum _{S\subseteq \{1,\dotsc ,n\} \atop \#S=k}\ \prod _{i\in S}X_{i}\ .}

## Beispiele
- Die zwei elementarsymmetrischen Polynome in den Variablen {\displaystyle X}, {\displaystyle Y} sind

{\displaystyle \sigma _{1}=X+Y\qquad } sowie {\displaystyle \sigma _{2}=X\cdot Y}
- In den drei Variablen {\displaystyle X}, {\displaystyle Y}, {\displaystyle Z} existieren die drei elementarsymmetrischen Polynome

{\displaystyle \sigma _{1}=X+Y+Z\qquad \sigma _{2}=X\cdot Y+X\cdot Z+Y\cdot Z\qquad \sigma _{3}=X\cdot Y\cdot Z}

## Eigenschaften
- In einem elementarsymmetrischen Polynom haben die Monome einen einheitlichen Grad: es ist ein homogenes Polynom.
- Nimmt man den Grad {\displaystyle n} der {\displaystyle S_{n}} als ersten Index hinzu, dann ist für {\displaystyle n=2}:

| | {\displaystyle \sigma _{2,1}(X_{1},X_{2})}         | {\displaystyle =} | {\displaystyle X_{1}}                                  | {\displaystyle +} | {\displaystyle X_{2}}                                               |                                          |
| | {\displaystyle \sigma _{2,2}(X_{1},X_{2})}         | {\displaystyle =} |                                                        |                   | {\displaystyle X_{1}\cdot X_{2}}                                    |                                          |
| Für {\displaystyle n>2} lassen sich die elementarsymmetrischen Polynome folgendermaßen rekursiv berechnen: |                                                    |                   |                                                        |                   |                                                                     |                                          |
| | {\displaystyle \sigma _{n,1}(X_{1},\ldots ,X_{n})} | {\displaystyle =} | {\displaystyle \sigma _{n-1,1}(X_{1},\ldots ,X_{n-1})} | {\displaystyle +} | {\displaystyle X_{n}}                                               |                                          |
| | {\displaystyle \sigma _{n,k}(X_{1},\ldots ,X_{n})} | {\displaystyle =} | {\displaystyle \sigma _{n-1,k}(X_{1},\ldots ,X_{n-1})} | {\displaystyle +} | {\displaystyle \sigma _{n-1,k-1}(X_{1},\ldots ,X_{n-1})\cdot X_{n}} | {\displaystyle (k\in \{2,\dotsc ,n-1\})} |
| | {\displaystyle \sigma _{n,n}(X_{1},\ldots ,X_{n})} | {\displaystyle =} |                                                        |                   | {\displaystyle \sigma _{n-1,n-1}(X_{1},\ldots ,X_{n-1})\cdot X_{n}} |                                          |
- Das elementarsymmetrische Polynom {\displaystyle \sigma _{n,k}} vom Symmetriegrad {\displaystyle n\in \mathbb {N} } und Polynomgrad {\displaystyle k\in \{1,\dotsc ,n\}} enthält {\displaystyle {\tbinom {n}{k}}} Monome.

- Für jeden kommutativen Ring {\displaystyle A} bezeichne {\displaystyle A[X_{1},\dotsc ,X_{n}]^{S_{n}}} den Ring der symmetrischen Polynome in den Variablen {\displaystyle X_{1},\dotsc ,X_{n}.} Dann gilt der Hauptsatz über elementarsymmetrische Polynome:[1]

{\displaystyle A[X_{1},\dotsc ,X_{n}]^{S_{n}}=A[\sigma _{1}(X_{1},\dotsc ,X_{n}),\dotsc ,\sigma _{n}(X_{1},\dotsc ,X_{n})]}
oder kurz:
{\displaystyle A[X_{1},\dotsc ,X_{n}]^{S_{n}}=A[\sigma _{1},\dotsc ,\sigma _{n}]}
In Worten:
Jedes symmetrische Polynom lässt sich als Polynom in den elementarsymmetrischen Polynomen schreiben.
Der Satz stammt von Joseph-Louis Lagrange, war aber schon Isaac Newton bekannt.
Genauer gilt sogar, dass diese Darstellung eindeutig ist, denn:
- Die elementarsymmetrischen Polynome {\displaystyle \sigma _{1},\dotsc ,\sigma _{n}} sind algebraisch unabhängig. Das heißt:

Ist {\displaystyle p} ein Polynom in {\displaystyle n} Unbestimmten und ist {\displaystyle p(\sigma _{1},\dotsc ,\sigma _{n})=0,} dann ist {\displaystyle p} das Nullpolynom.
- Es seien {\displaystyle A} ein Integritätsbereich,

{\displaystyle p(T)=T^{n}+a_{1}T^{n-1}+a_{2}T^{n-2}+\dotsb +a_{n}}
ein Polynom mit Koeffizienten in {\displaystyle A} und {\displaystyle x_{1},\dotsc ,x_{n}} die (mit Vielfachheit gezählten) Nullstellen von {\displaystyle p} in einem algebraischen Abschluss des Quotientenkörpers von {\displaystyle A}. Dann gilt nach dem Wurzelsatz von Vieta:
{\displaystyle a_{1}=-(x_{1}+\dotsb +x_{n})}
{\displaystyle a_{2}=x_{1}x_{2}+x_{1}x_{3}+\dotsb +x_{1}x_{n}+x_{2}x_{3}+\dotsb +x_{n-1}x_{n}}
{\displaystyle \ldots }
{\displaystyle a_{k}=(-1)^{k}\cdot \sigma _{k}(x_{1},\dotsc ,x_{n})}
{\displaystyle \ldots }
{\displaystyle a_{n}=(-1)^{n}x_{1}\dotsm x_{n}.}

## Berechnung
Bei Zahlwerten (anstelle von Unbestimmten) gestaltet sich die Rechnung besonders einfach, denn statt mit {\displaystyle 2^{n}} Monomen bestehend aus Produkten mit bis zu {\displaystyle n} Faktoren hat man nur {\displaystyle {\binom {n}{2}}} Multiplikationen.
Mit dem folgenden Programm lassen sich die Koeffizienten {\displaystyle s_{k}} des Polynoms
{\displaystyle p(T)=T^{n}+\sum _{k=1}^{n}(-1)^{k}s_{k}\,T^{n-k}}
aus den Nullstellen {\displaystyle x_{k}} des Polynoms
{\displaystyle p(T)=\prod _{k=1}^{n}(T-x_{k})}
berechnen:
| // Umwandlung von Nullstellen in Koeffizienten: double x[]; // bei Eingabe: n Zahlen für die Nullstellen x[1, ... ,n] // bei Ausgabe: n Zahlen für die Koeffizienten s[1, ... ,n] for (m=2; m≤n; ++m) { // leere Schleife, wenn n ≤ 1 y = x[m]; x[m] *= x[m-1]; // {\displaystyle \sigma _{m,m}(x_{1},...,x_{m})=\sigma _{m-1,m-1}(x_{1},...,x_{m-1})\,x_{m}} for (k=m-1; k≥2; --k) { // leere Schleife, wenn m ≤ 2 x[k] += x[k-1]*y; // {\displaystyle \sigma _{m,k}(x_{1},...,x_{m})=\sigma _{m-1,k}(x_{1},...,x_{m-1})\,+\,\sigma _{m-1,k-1}(x_{1},...,x_{m-1})\,x_{m}} } x[1] += y; // {\displaystyle \sigma _{m,1}(x_{1},...,x_{m})=\sigma _{m-1,1}(x_{1},...,x_{m-1})\,+\,x_{m}} } |

## Beispiele
- {\displaystyle X_{1}^{2}+\dotsb +X_{n}^{2}=\sigma _{1}^{2}-2\sigma _{2}}
- {\displaystyle X_{1}^{3}+\dotsb +X_{n}^{3}=\sigma _{1}^{3}-3\sigma _{1}\sigma _{2}+3\sigma _{3}.} Allgemein sind die Potenzsummen mit den elementarsymmetrischen Polynomen durch die Newton-Identitäten verbunden.
- Das Polynom

{\displaystyle \Delta (X_{1},\dotsc ,X_{n})=\prod _{i<j}(X_{i}-X_{j})^{2}=(-1)^{n(n-1)/2}\prod _{i\neq j}(X_{i}-X_{j})}
ist symmetrisch in {\displaystyle X_{1},\dotsc ,X_{n}}, also kann man es als Polynom in den elementarsymmetrischen Polynomen schreiben. Ist nun
{\displaystyle p(T)=T^{n}+a_{1}T^{n-1}+a_{2}T^{n-2}+\dotsb +a_{n}}
ein Polynom mit Nullstellen {\displaystyle x_{1},\dotsc ,x_{n}} wie oben und setzt man diese in {\displaystyle \Delta } ein, so entsprechen die elementarsymmetrischen Ausdrücke bis auf die Vorzeichen den Koeffizienten {\displaystyle a_{i}}, d. h., {\displaystyle \Delta (x_{1},\dotsc ,x_{n})} ist ein nur von {\displaystyle n} abhängendes Polynom in den Koeffizienten {\displaystyle a_{1},\dotsc ,a_{n}}. Bis auf Definitionsvarianten beim Vorzeichen ist dieses Polynom die Diskriminante von {\displaystyle p}.